# Гетц, Стэн
Стэн Гетц (англ. Stan Getz, первоначально Стенли Гаецкий; 2 февраля 1927, Филадельфия — 6 июня 1991, Малибу, Калифорния) — американский джазовый музыкант (теноровый саксофон), прозванный «The Sound» («Звук») за то, что извлекал из своего инструмента красивейшие звуки.

## Творческая биография
Стенли Гаецкий родился в 1927 году в Филадельфии в еврейской семье. Родители его отца — закройщик Херш (Хэррис) Гаецкий (1877—1960) и ткачиха Беки (Ребекка) Котлеревская (1883—1917) — эмигрировали соответственно из Житомира и Одессы в лондонский Уайтчепел, где в 1903 году заключили брак и открыли галантерейный магазин «Harris Tailor Shop» на 52 Оксфорд-стрит, а в 1913 году они с тремя сыновьями переехали в США и осели в Филадельфии. Отец музыканта Александр «Ал» Гаецкий (1904—1971) родился в Майл Энде (лондонский Ист-Энд), а мать — Голди Ямпольская (1907—1961) — в Филадельфии. Вскоре после рождения старшего сына семья переехала в Бронкс.
В период обучения в школе освоил игру на контрабасе и виолончели, выступал в оркестре учащихся младших классов, а с 12-ти лет начал играть на саксофоне. Позже был принят в городской оркестр, в котором играли лучшие местные музыканты. В 1943 убежал из дома и примкнул к гастролирующему по США диксиленд-бэнду Джека Тигардена. В 1944 стал членом оркестра Стэна Кентона, участвовал с ним в музыкальных радиопрограммах. Женился на певице Беверли Берн, выступал вместе с ней в оркестре Рэнди Брукса. Руководил в Голливуде собственным трио в местном свинг-клубе.
В 1949 году Стэн организовал собственный квартет и в марте 1951 гастролировал с ним в Швеции. По возвращении в США в течение 2-х лет руководил секстетом (с тромбонистом Бобом Брукмейером). В 1956-57 гг. предпринял ряд турне с музыкантами «филармонического джаза» (JATP), выступал с ними на джазовых фестивалях в Каннах (Франция) и Нокке (Бельгия), где имел огромный успех. В конце 1958 поселился в Копенгагене, где проживал в течение трех лет, эпизодически выезжая с концертами в различные страны Европы.
Затем в феврале 1962 Гетц возвестил о наступлении эры босса нова в совместной записи «Jazz Samba» с Чарли Бёрдом. Их исполнение «Desafinado» стало настоящим хитом. В течение следующего года Гетц сделал несколько изумительных проектов в стиле боса нова с оркестром Гари Макфарленда, Луисом Бонфа и Лауриндо Алмейда, но альбом Getz/Gilberto (в сотрудничестве с Антонио Карлосом Жобимом и Аструд Жилберту) стал настоящим бестселлером благодаря композиции «The Girl from Ipanema».
Следующей его группой стал квартет с вибрафонистом Гари Бёртоном. Также Стэн записывался с Биллом Эвансом (1964), играл с Эдди Саутером на саундтреке к фильму «Mickey One» (1965) и создал классический альбом «Sweet Rain» с Чиком Кориа (1967). После ухода из квартета пианистки Джоан Брэкин в 1977 году, Гетц погрузился в аспекты стиля фьюжн вместе с новым составом, в который он пригласил пианиста Энди Лаверна. На всем протяжении своей музыкальной карьеры Стэн Гетц выступал в качестве лидирующего исполнителя для Savoy, Spotlite, Prestige, Roost, Verve, MGM, Victor, Columbia, Steeple Chase, Concord, Sonet, Black Hawk, A&M и EmArcy.
Позже выступал в небольших коллективах. Последние пять лет жизни возвратился к интенсивным записям. Большую часть жизни страдал от алкоголизма и наркотической зависимости, от которых смог отказаться к концу жизни. Зут Симс, который знал Гетца со времён Германа, когда-то описал его как «прекрасный букет парней», имея в виду широкий диапазон его личности.
Умер от рака печени 6 июня 1991 года. Его тело было кремировано, а пепел рассеян в море, недалеко от берега Малибу, Калифорния.
В 1998 году, благодаря пожертвованию Фонда Герба Алперта, в музыкальном колледже Беркли была создана «Библиотека и медиацентр Стэна Гетца».

## Личная жизнь
Гетц женился на Беверли Берн, вокалистке группы Джина Крупы, 7 ноября 1946; у них было трое детей: Стивен, Дэвид и Беверли. Будучи подростком, Гетц связался с наркотиками и алкоголем. В 1954 он был арестован за то, что попытался ограбить аптеку, чтобы получить дозу морфия. Пока он находился под опекой Медицинского центра в Лос-Анджелесе, Беверли родила их третьего ребёнка этажом ниже. Гетц, пытаясь избежать своей наркотической зависимости, переехал в Копенгаген. 3 ноября 1956 он женился на шведской аристократке Монике Силфверскёлд, у них было двое детей: Памела и Николас. В 1987 Гетц развелся с Моникой.

## Фирмы звукозаписи
Verve (64), Roost (13), Concord Jazz (8), Columbia (8), Norgran (7), Prestige (6), Polygram (6)

## Корни и влияние
Herbie Steward, Чарли Паркер, Лестер Янг, Zoot Sims

## Последователи
Phil Bodner, Pete Christlieb, Allen Eager, Virgil Gonsa lves, Joe Holiday, Bobby Jaspar, Richie Kamuca, Gil Melle, Ted Nash, Nick Nicholas, Bill Perkins, Ike Quebec, Jerome Richardson, Buddy Tate, Phil Urso, Jerry Coker, Джон Колтрейн, Benny Golson, Frank Socolow

## Исполнял композиции композиторов
Антонио Карлоса Жобима, Richard Rodgers, Джорджа Гершвина, Айры Гершвина, Vinнсіus DeMoraes, Lorenz Hart, Eddie Sauter, Johnny Burke, Джерома Керна, Luiz Bonf, Johnny Mercer, Norman Gimbe, Дюка Эллингтона, Oscar Hammerstein II, James VanHeusen, Gene LeesGigi, Gryce Newton, Mendonca, Коула Портера.

## Сотрудничество
Рэй Браун, Norman Granz, Creed Taylor, Оскар Питерсон, Chet Baker, Herb Ellis, Рон Картер, Антонио Карлос Жобим, Shelly Manne, Grady Tate, Элла Фицджеральд, Stan Levey, Джим Холл, Гари Бартон, Roy Haynes, Вуди Герман, J.J. Johnson, Чик Кориа, Lou Levy, Jimmy Raney, Kenny Barron

## Избранная дискография
- West Coast Jazz (1955)
- Hamp and Getz (1955)
- The Steamer (1956)
- For Musicians Only (1956)
- Stan Getz And The Oscar Peterson Trio (1957)
- At The Opera House (1957)
- Getz Meets Mulligan In Hi-Fi (1957)
- Focus (jazz album) (1961, переиздан в 1997)
- Jazz Samba (1962, перевиданий 1997)
- Stan Getz With Cal Tjader (1963)
- Stan Getz And Luiz Bonfa Jazz Samba Encore! (1963)
- Getz/Gilberto (1963) — премия Грэмми
- Getz/Gilberto #2 (1964)
- Getz Au-Go-Go (1964)
- Stan Getz & Bill Evans (1964)
- Sweet Rain (1967)
- Dynasty (1971)
- Captain Marvel (1972)
- The Best Of Two Worlds (1976)
- The Peacocks (album) (1977)
- Another World (1978)
- Pure Getz (1982)
- Serenity (1991)
- People Time (1991)
- You Gotta Pay The Band (1991)
- Yours and Mine: Live at the Glasgow International Jazz Festival 1989 (1996)
- Bossas & Ballads — The Lost Sessions (2003) — записан в 1989
- Selections from Getz/Gilberto 76 (2015) — записан в 1976